# Veronica (planta)
Veronica es el género  más grande de la familia Plantaginaceae, con cerca de 500 especies; había estado anteriormente clasificada en la familia Scrophulariaceae. Su taxonomía ha sido reanalizada y trasladada a Plantaginaceae junto con el género Hebe y los géneros de Australasia emparentados   Derwentia, Detzneria, Chionohebe, Heliohebe, Leonohebe y Parahebe.
Las especies son plantas herbáceas anuales o perennes, y también arbustos o pequeños árboles si se incluye a Hebe. Muchas de las especies son del Hemisferio Norte templado, aunque con algunas en Hemisferio Sur; Hebe es mayormente de Nueva Zelanda.
Las especies de Veronica son alimento de larvas de algunas especies de Lepidoptera, incluyendo a Pyrgus malvae.

## Especies
Hay casi 1400 taxones específicos e infraespecíficos descritos de los cuales solo un centenar están aceptado y el resto aún sin resolver (algo más de 1000) o meros sinónimos (unas 250).

### Especies aceptadas
| - Veronica americana Schwein. ex Benth. - Veronica amoena M.Bieb. - Veronica anagallis-aquatica L. - Veronica anagalloides Guss. - Veronica andrasovszkyi Jáv. - Veronica aragonensis Stroh - Veronica arguteserrata Regel & Schmalh. - Veronica arvensis L. - Veronica austriaca L. - Veronica beccabunga L. - Veronica biloba L. - Veronica bordzilowskii Juz. - Veronica campylopoda Boiss. - Veronica cana Wall. ex Benth. - Veronica capitata Royle ex Benth. - Veronica capsellicarpa Dubovik - Veronica cardiocarpa (Kar. & Kir.) Walp. - Veronica catenata Pennell - Veronica chamaedrys L. - Veronica chayuensis D.Y.Hong - Veronica chinoalpina T.Yamaz. - Veronica chionohebe Garn.-Jones - Veronica ciliata Fisch. - Veronica ciliolata (Hook.f.) Cheeseman - Veronica czerniakowskiana Monjuschko - Veronica deltigera Wall. ex Benth. - Veronica densiflora Ledeb. - Veronica densifolia (F.Muell.) F.Muell. - Veronica eriogyne H.Winkl. - Veronica fargesii Franch. - Veronica filipes Tsoong - Veronica foliosa Waldt. & Kit. - Veronica forrestii Diels - Veronica gentianoides Vahl - Veronica hederifolia L. - Veronica henryi T.Yamaz. - Veronica himalensis D. Don - Veronica hispidula Boiss. & Huet - Veronica hololeuca Juz. - Veronica jacquinii Baumg. - Veronica javanica Blume - Veronica lanosa Royle ex Benth. - Veronica lanuginosa Benth. ex Hook.f. - Veronica laxa Benth. - Veronica laxissima D.Y Hong - Veronica longipetiolata' D.Y. Hong - Veronica luetkeana Rupr. - Veronica macrostemon Bunge - Veronica magna M.Fisch - Veronica mexicana S.Watson - Veronica michauxii Lam. - Veronica montana L. - Veronica morrisonicola Hayata | - Veronica multifida L. - Veronica nummularia Gouan - verónica hembra - Veronica officinalis L. - Veronica olgensis Kom. - Veronica oligosperma Hayata - Veronica orchidea Crantz - Veronica orientalis Mill. - Veronica orsiniana Ten. - Veronica oxycarpa Boiss. - Veronica peduncularis M.Bieb. - Veronica peregrina L. - Veronica persica Poir. - Veronica piroliformis Franch. - Veronica polita Fr. - Veronica prostrata L. - Veronica × pseudoorchidea Klokov - Veronica pulvinaris (Hook.f.) Cheeseman - Veronica pusilla Kotschy & Boiss. - Veronica qingheensis Y.Z.Zhao - Veronica ramosissima Boriss. - Veronica reuterana Boiss. - Veronica reverdattoi Krsnob. - Veronica riae H.Winkl. - Veronica rockii H.L.Li - Veronica rosea Desf. - Veronica rubrifolia Boiss. - Veronica sachalinensis T.Yamaz. - Veronica scheereri (J.-P.Brandt) Holub - Veronica schmidtiana Regel - Veronica scutellata L.A. - Veronica sennenii (Pau) M.M.Mart.Ort. & E.Rico - Veronica serpyllifolia L. - Veronica × sessiliflora Bunge - Veronica stelleri Pall. ex Link - Veronica stenobotrys Boiss. & Blanche - Veronica sutchuenensis Franch. - Veronica szechuanica Batalin - Veronica taiwanica T. Yamaz. - Veronica telephiifolia Vahl - Veronica tenuifolia Asso - Veronica tenuissima Boriss. - Veronica teucrium L. - Veronica thomsonii (Buchanan) Cheeseman - Veronica tibetica D.Y.Hong - Veronica transcaucasica Grossh. - Veronica tsinglingensis D.Y. Hong - Veronica undulata Wall. - Veronica × uniflora Kirk - Veronica urticifolia Jacq. - Veronica vandellioides Maxim. - Veronica verna L. - Veronica yedoensis Franch. & Sav. - Veronica yunnanensis D.Y. Hong |